# Vino santo
Ne pas le confondre avec le Vin Santo (le « vin saint »), un vin de dessert, produit en Toscane
Le Vino Santo Trentino (ou Vino santo Trentino  selon la typographie italienne) est un vin passerillé italien produit dans la zone de Sarche, de la Valle dei laghi, dans la région du Trentin-Haut-Adige.
Vin blanc doux, le raisin dont il est issu est le cépage nosiola, typique du Trentin et de maturation tardive.
Les vendanges sont conjointes à celles du raisin noir, mais avant le pressage, les grappes sont mises à sécher dans les greniers jusqu'à Pâques d'où son nom (de « semaine sainte »).